# Биркова
Би́ркова (болг. Биркова) — село в Пазарджицькій області Болгарії. Входить до складу общини Велинград.

## Населення
За даними перепису населення 2011 року у селі проживала 421 особа.
Національний склад населення села:
| Національність   | Кількість осіб | Відсоток |
| ---------------- | -------------- | -------- |
| болгари          | 143            | 72,6%    |
| турки            | 32             | 16,2%    |
| інша             | 21             | 10,7%    |
| Всього відповіли | 197            |          |

Розподіл населення за віком у 2011 році:
Динаміка населення: